# Darío Grandinetti
Darío Grandinetti (Rosário, 5 de março de 1959) é um ator argentino. Entre muitos outros filmes, trabalhou sob a direção de Pedro Almodóvar em Hable con ella, vencedor do Oscar.

## Biografia
Grandinetti começou sua carreira como ator de televisão. Sua filmografia inclui principalmente produções argentina.
Seu primeiro trabalho em uma produção estrangeira foi o boliviano El día que murió el silencio (1998), e recentemente, trabalhou em uma série de filmes espanhóis. Grandinetti é considerado um dos mais importantes atores argentinos. Em 2012, ganhou um prêmio Emmy Internacional por seu papel em Televisión por la inclusión.

## Filmografia

### Filmes
| Cinema | Cinema                                        | Cinema                      | Cinema                                 | Cinema |
| Ano    | Filme                                         | Personagem                  | Direção                                |        |
| ------ | --------------------------------------------- | --------------------------- | -------------------------------------- | ------ |
| 1984   | Darse cuenta                                  | Juan                        | Alejandro Doria                        |        |
| 1985   | Esperando la carroza                          | Cacho                       | Alejandro Doria                        |        |
| 1985   | La búsqueda                                   | El Mudo                     | Juan Carlos Desanzo                    |        |
| 1986   | Expreso a la emboscada                        | Soldado Gaitán              | Gilles Béhat                           |        |
| 1986   | Seguridad personal                            |                             | Aníbal Di Salvo                        |        |
| 1988   | Las puertitas del señor López                 |                             | Alberto Fischerman                     |        |
| 1990   | Cien veces no debo                            | Jorge                       | Alejandro Doria                        |        |
| 1990   | La pandilla aventurera                        | Marinero                    | Miguel Torrado                         |        |
| 1992   | El lado oscuro del corazón                    | Oliverio                    | Eliseo Subiela                         |        |
| 1994   | La balada de Donna Helena                     | Ladrón de autos             | Fito Páez                              |        |
| 1995   | Las Cosas del querer: Segunda parte           | Tullio                      | Jaime Chávarri                         |        |
| 1995   | No te mueras sin decirme adónde vas           | Leopoldo                    | Eliseo Subiela                         |        |
| 1996   | El dedo en la llaga                           | Tolosa                      | Alberto Lecchi                         |        |
| 1996   | Despabílate amor                              | Ernesto                     | Eliseo Subiela                         |        |
| 1997   | Sus ojos se cerraron y el mundo sigue andando | Carlos Gardel/Renzo Franchi | Jaime Chávarri                         |        |
| 1998   | El día que murió el silencio                  | Abelardo                    | Paolo Agazzi                           |        |
| 1999   | El amateur                                    | Funcionario municipal       | Juan Bautista Stagnaro                 |        |
| 1999   | Operación Fangio                              | Juan Manuel Fangio          | Alberto Lecchi                         |        |
| 2001   | La casa de Tourner                            |                             | Guillermo Saura                        |        |
| 2001   | El lado oscuro del corazón 2                  | Oliverio                    | Eliseo Subiela                         |        |
| 2002   | Hable con ella                                | Marco Zuluaga               | Pedro Almodóvar                        |        |
| 2003   | Ilusión de movimiento                         | Rafael                      | Héctor Molina                          |        |
| 2003   | Tiempo de tormenta                            | Oscar                       | Pedro Olea                             |        |
| 2003   | Palabras encadenadas                          | Ramón Díaz                  | Laura Mañá                             |        |
| 2003   | El juego de Arcibel                           | Arcibel Alegría             | Alberto Lecchi                         |        |
| 2003   | Ciudad del Sol                                | Luis                        | Carlos Galettini                       |        |
| 2004   | El año del diluvio                            | Aixelá                      | Jaime Chávarri                         |        |
| 2004   | Próxima salida                                | Carlos Velmar               | Nicolás Tuozzo                         |        |
| 2005   | Segundo asalto                                | Vidal                       | Daniel Cebrián                         |        |
| 2007   | La carta esférica                             |                             | Imanol Uribe                           |        |
| 2007   | ¿De quién es el portaligas?                   | Norman                      | Fito Páez                              |        |
| 2007   | El frasco                                     | Pérez                       | Alberto Lecchi                         |        |
| 2007   | Quiéreme                                      | Pancho                      | Beda Docampo Feijóo                    |        |
| 2008   | Horizontal/Vertical                           | Policía                     | Nicolás Tuozzo                         |        |
| 2009   | Haroldo Conti, homo viator                    | Haroldo Conti               | Miguel Mato                            |        |
| 2009   | Días de mayo                                  | Padre de Laura              | Gustavo Postiglione                    |        |
| 2010   | Carne de neón                                 | Chino                       | Paco Cabezas                           |        |
| 2013   | Matrimonio                                    | Esteban                     | Carlos María Jaureguialzo              |        |
| 2014   | Inevitable                                    | Fabián                      | Jorge Algora                           |        |
| 2014   | Relatos salvajes                              | Salgado                     | Damián Szifrón                         |        |
| 2015   | Francisco                                     | Jorge Bergoglio             | Beda Docampo Feijóo                    |        |
| 2016   | Julieta                                       | Lorenzo Gentile             | Pedro Almodóvar                        |        |
| 2017   | Pescador                                      | Santos                      | José Glusman                           |        |
| 2017   | Te esperaré                                   | Ariel Creu                  | Alberto Lecchi                         |        |
| 2018   | La reina del miedo                            | Marido de Robertina         | Valeria Bertuccelli, Fabiana Tiscornia |        |
| 2018   | Rojo                                          | Claudio Morán               | Benjamín Naishtat                      |        |
| 2020   | La isla de las mentiras                       | León                        | Paula Cons                             |        |
| 2021   | La casa de los conejos                        | Ingeniero                   | Valeria Selinger                       |        |
| 2022   | Un crimen argentino                           | Mariano Márquez             | Lucas Combina                          |        |
| 2023   | Empieza el baile                              | Carlos                      | Marina Seresesky                       |        |
| 2024   | Nina                                          | Pedro                       | Andrea Jaurrieta                       |        |
| 2025   | Um Lobo Entre os Cisnes                       | Dino                        | Marcos Schechtman                      |        |

### Televisão
| Programas | Programas                                      | Programas                  | Programas           |
| Ano       | Título                                         | Personagem                 | Canal               |
| --------- | ---------------------------------------------- | -------------------------- | ------------------- |
| 1980      | Bianca                                         |                            | ATC                 |
| 1980      | Donde pueda quererte                           |                            | Canal 11            |
| 1980      | Señorita Andrea                                | Roque                      | ATC                 |
| 1981      | El ciclo de Guillermo Brédeston y Nora Cárpena | Vários personagens         | Canal 9             |
| 1985      | Coraje mamá                                    | Máximo                     | Canal 9             |
| 1986      | Querido salvaje                                |                            | Canal 11            |
| 1987      | Ficciones                                      |                            | ATC                 |
| 1990      | Primera función                                | Yepetto                    | TVE                 |
| 1990      | Atreverse                                      | Antonio                    | Telefe              |
| 1992      | El oro y el barro                              | Professor                  | Canal 9             |
| 1993      | Apasionada                                     | Patricio Velasco           | El Trece            |
| 1993      | Zona de riesgo                                 | Gerente                    | El Trece            |
| 1994      | Los machos                                     |                            | El Trece            |
| 1998      | Los fiscales                                   | Ignacio Castillo           | Telefe              |
| 1999      | La Argentina de Tato                           |                            | El Trece            |
| 1999      | Chiquititas                                    | Juan Mazza                 | Telefe              |
| 2000-2002 | Tiempo final                                   | Vários personagens         | Telefe              |
| 2006      | Algo habrán hecho por la historia argentina    | Domingo Faustino Sarmiento | Telefe              |
| 2011      | Tiempo de pensar                               | Gustavo                    | TV Pública          |
| 2011      | Televisión por la inclusión                    | Mario                      | Canal 9             |
| 2013      | Santos & Pecadores                             | Detetive Fausto Cánovas    | Canal 9             |
| 2014      | En terapia                                     | Carlos                     | TV Pública          |
| 2019-2021 | Hierro                                         | Antonio Díaz               | Movistar+           |
| 2021      | Maradona, sueño bendito                        | César Luis Menotti         | Amazon Prime Video  |
| 2022      | Santa Evita                                    | Juan Domingo Perón         | Star+               |
| 2022      | La novia gitana                                | Miguel Vistas              | Atresplayer Premium |